# 捕食回避
捕食回避（ほしょくかいひ、Anti-predator_adaptation）とは、動物が捕食されるのを回避するために行う様々な行動である。
回避する方法は、被捕食者によって様々であり、さらに被捕食者は捕食者によって対応を変える場合もある。
例としては、周囲に溶け込むようカモフラージュしたり、毒を持ったり、毒を持つ種や肉食の種に擬態したり、形態が均一な種になろうとしたり多様な模様や形状になる種になったり（頻度依存選択、Apostatic selection）、外敵の少ない地中や夜間に活動するようになったり、群れを作ったり、異臭などのガスや毒のある血液・つば・吐瀉物などを吹きかけたり、飛んだり、長時間逃げたり、隠れたり、体の一部を囮として切り離したり、死んだふりをしたり、大声で威嚇したり、体を一時的に大きくしたり、針や甲殻・甲羅などで覆うなど、様々な方法で身を守っている。

## 回避行動の例
- 反射出血（英語版） - 動物などが、自分から出血させる反応。2種類の類型があり、（1）血液に毒性を持つ動物が吹きかける。（2）感染病で死んだようにすることで捕食の対象とならないようにするのに使用する。主に昆虫などにみられるが、爬虫類などにもみられる。

### 威嚇
- モビング（英語版）（擬攻撃）- 鳥などの群れを作る動物などに見られる集団で猛禽を追い払うような行動。

### 囮・擬態など
- 死んだふり
- 擬傷（英語版） - 鳥が傷ついたふりをして捕食者を巣から自分に誘導する行動
- 眼状紋
- 自切(とかげの尻尾切り)

### 相手への妨害行動
- ミイデラゴミムシ（ボンバルディア・ビートル） - 酸を吹きかける。
- スピットテイク（英語版） - 口から毒を吹きかける行動
- Phagomimicry（英語版） - アメフラシ、タコ、イカなどは、周囲の水に化学物質を散布し目くらまし・嗅覚攪乱を行う。
- 反響定位への妨害（英語版） ‐ コウモリなどの超音波に対して妨害する音を出すなど。

### 防御を固める
- Fecal shield（英語版） - 外敵を近寄らせない匂いを出す糞を体に塗り身を守る手法。
- 盗刺胞

## ギャラリー

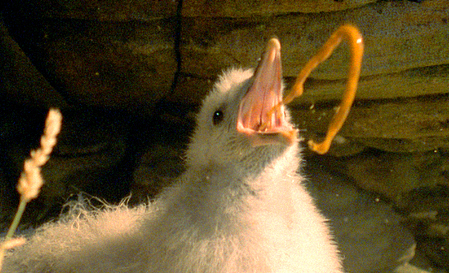
フルマカモメの自衛行動。体内のオイルを吹きかける[4]。
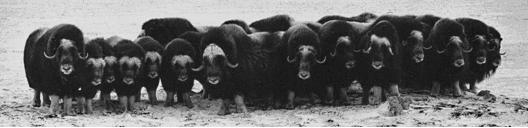
ジャコウウシが角を並べて相手を威嚇している
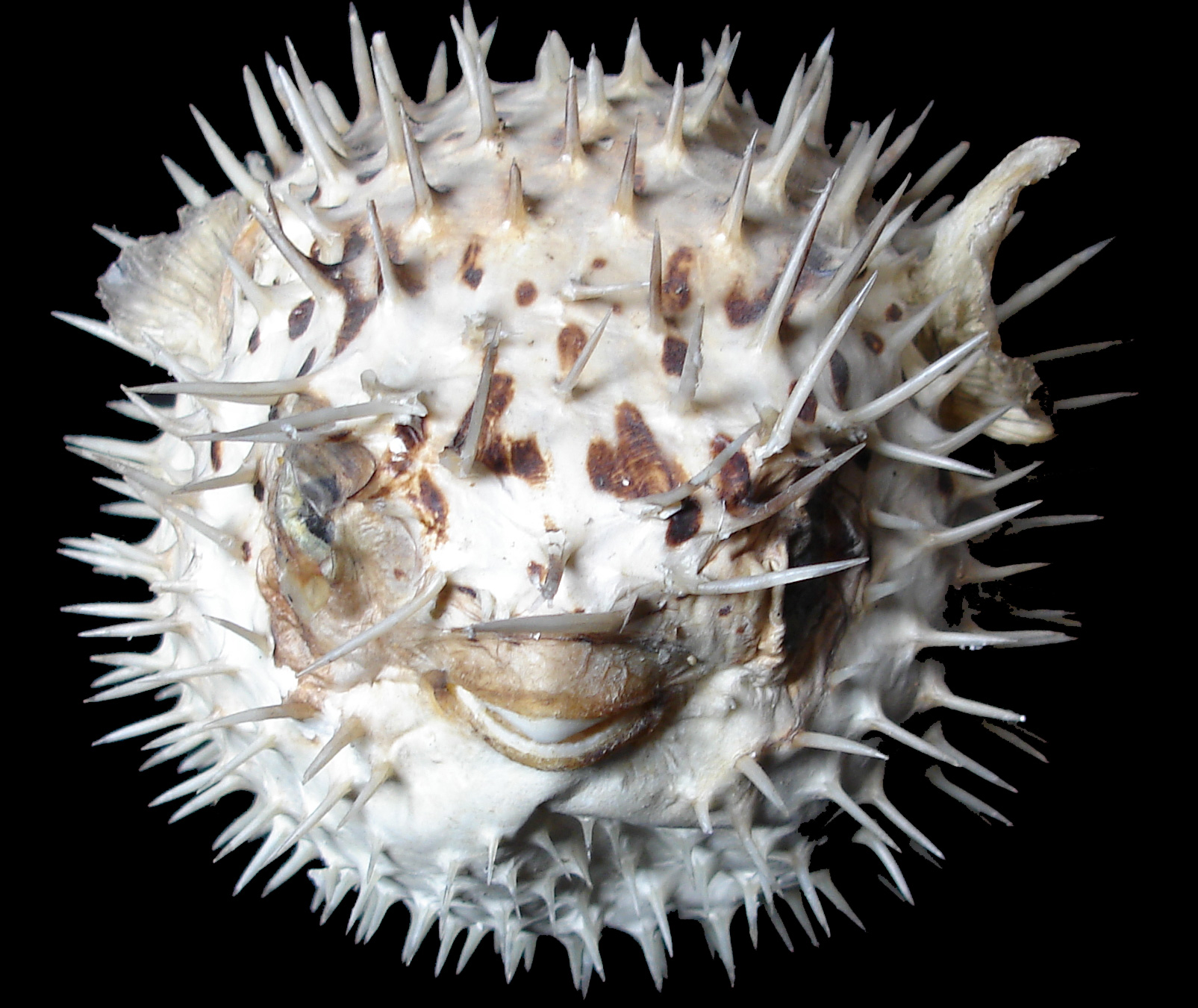
膨らんだハリセンボン
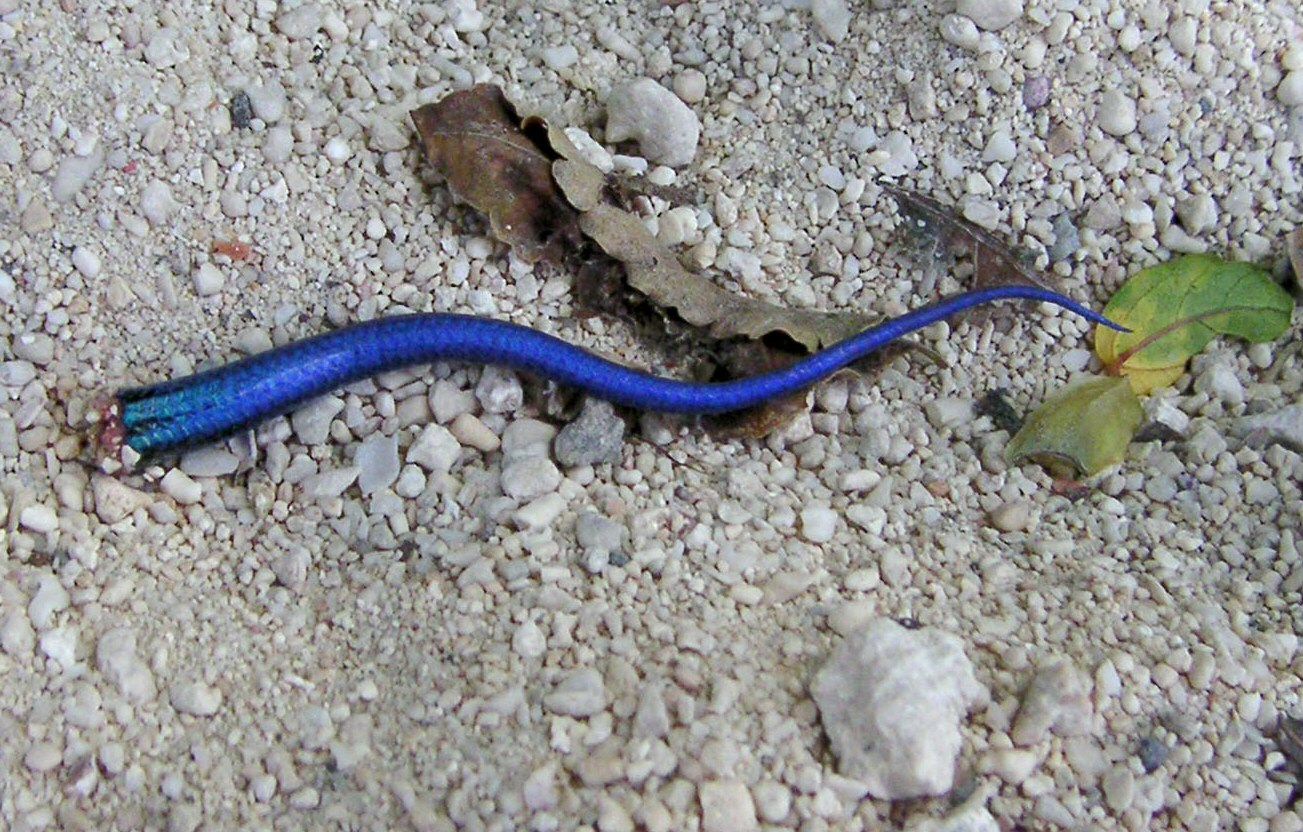
自切したトカゲの尻尾。カニのハサミ[5]、トゲマウスの皮膚や尻尾なども回避に使われる[6]。
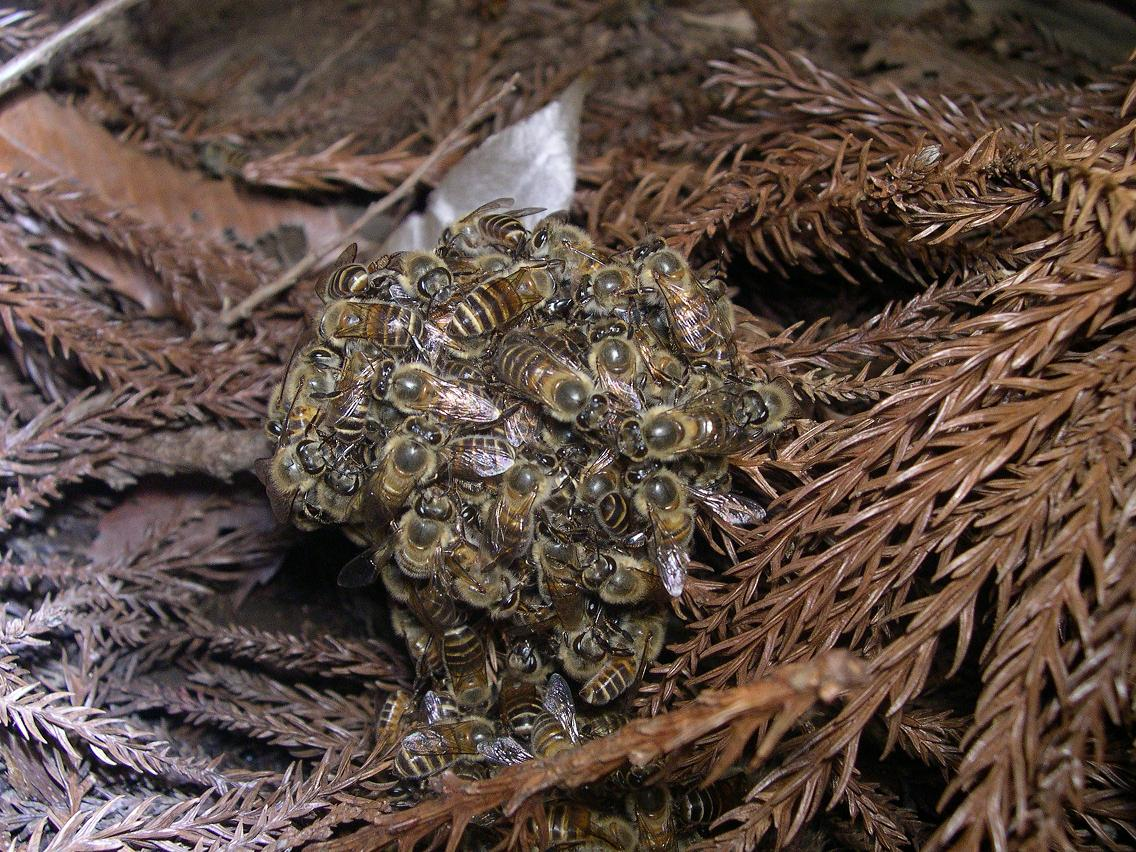
ミツバチが蜂球を作り熱で捕食に来たスズメバチを蒸し焼きにする行動。
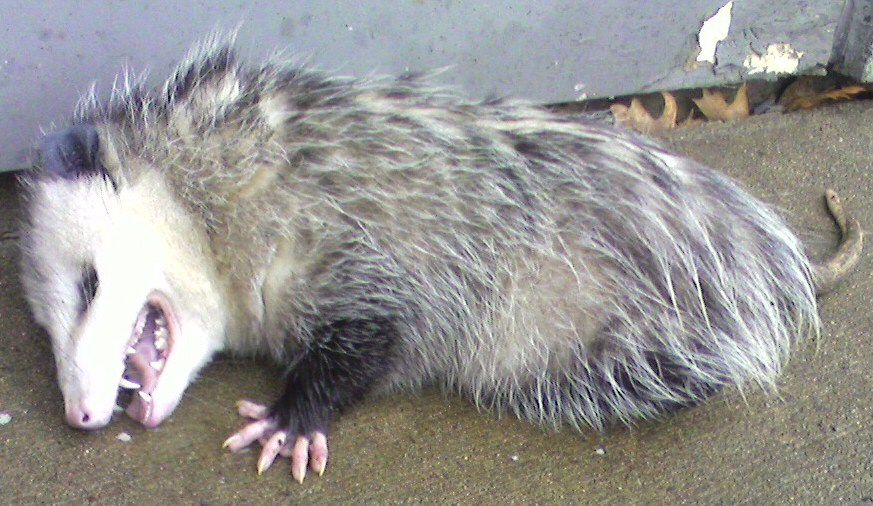
オポッサムの擬死
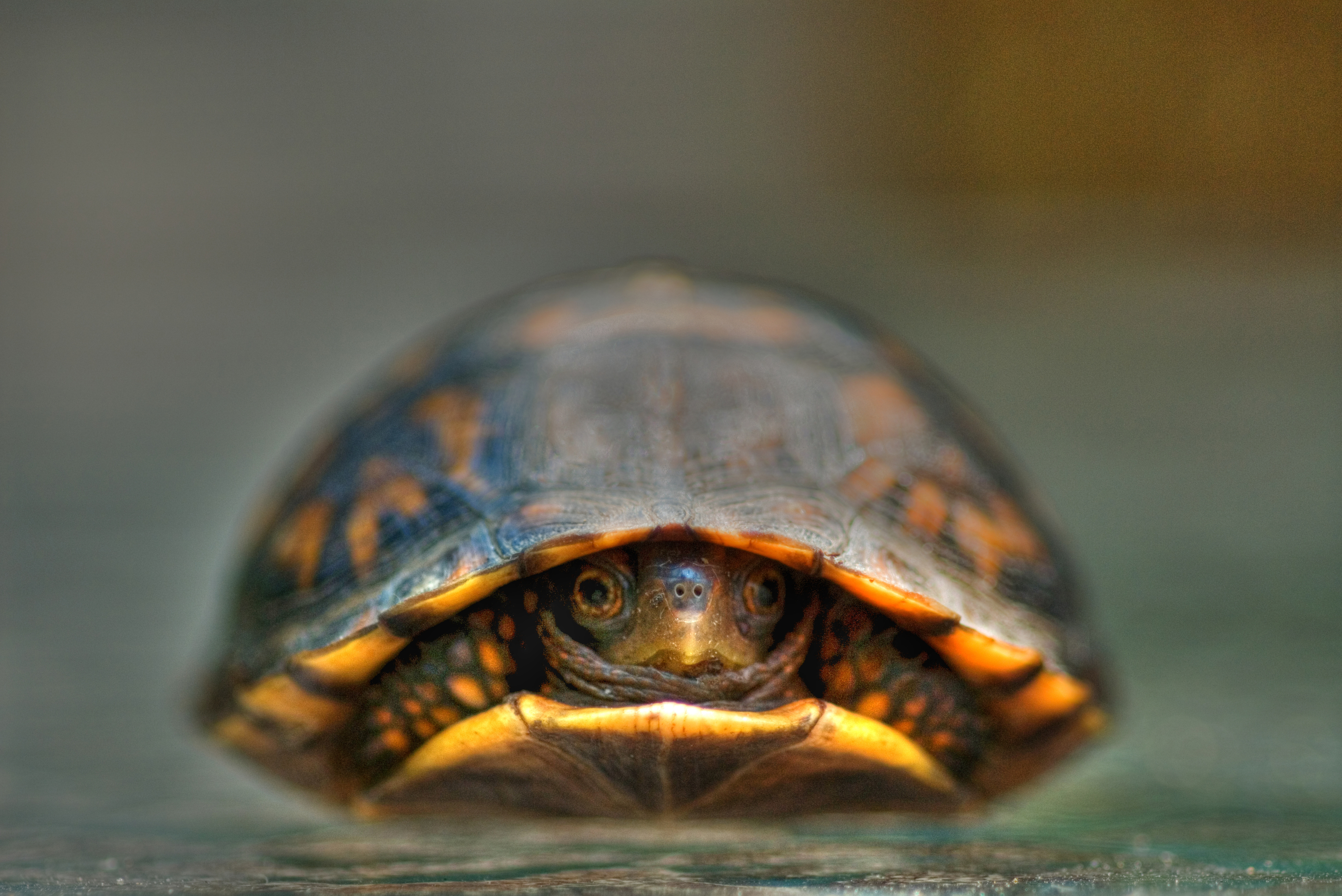
甲羅の中に身を隠した亀
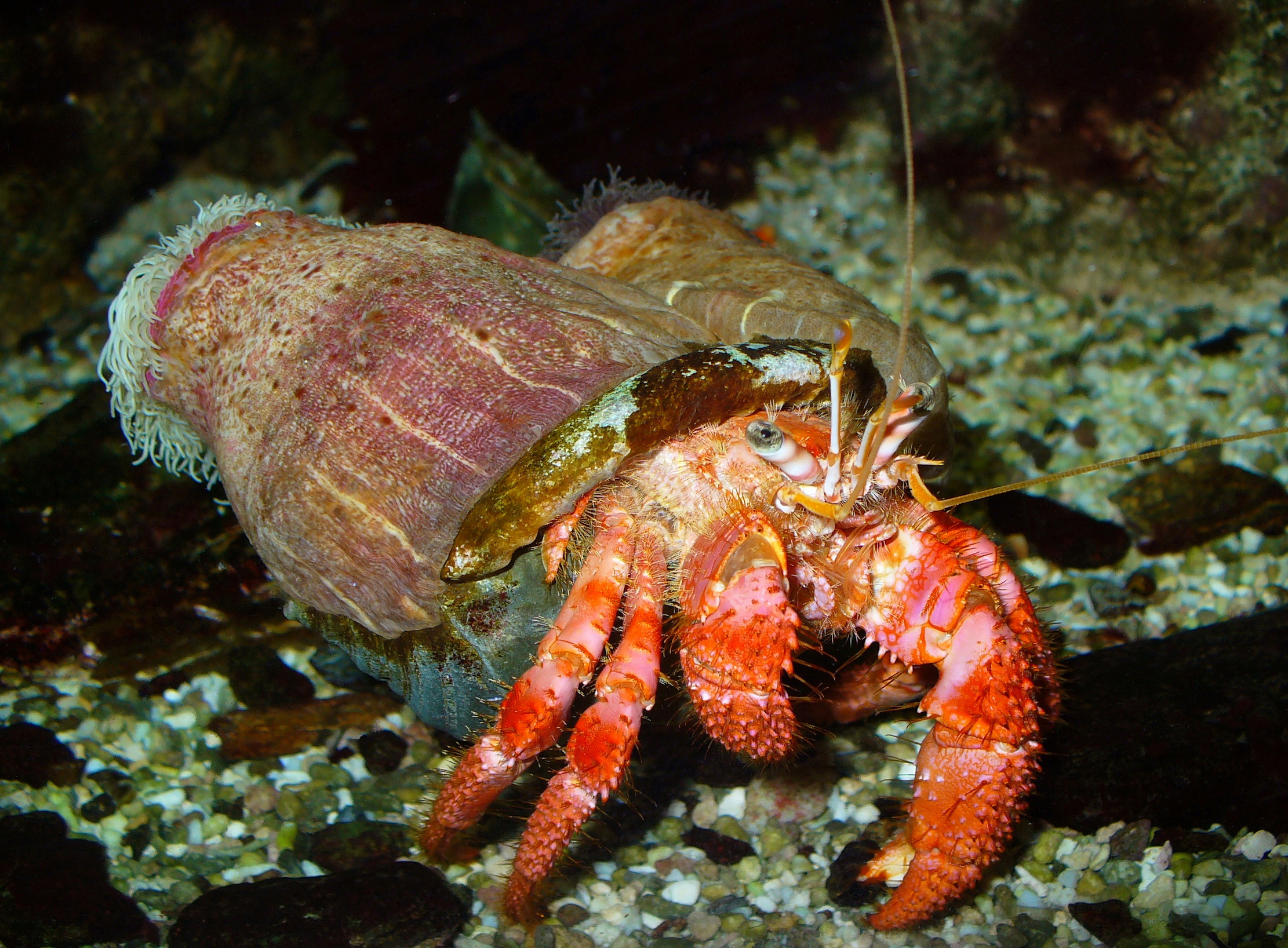
巻貝の殻で身を守り、毒の触手を持つイソギンチャクを用心棒にするヤドカリ